# Sitio de Saraqusta (777)
El asedio de Zaragoza de 777 formó parte de la Revuelta yemení de al-Ándalus.

## Antecedentes
La escuadra de Abd al-Rahman ibn Habib al-Fihri, formada por diez barcos grandes mandados por el califa de Damasco para parlamentar con Sulayman ibn Yaqdhan, sublevado contra el emir Abd-ar-Rahman I ad-Dàkhil y del que se quería el apoyo para Damasco, desembarcó en la Cora de Tudmir con el beneplácito de Atanagild. Sin conseguir apoyo, en su retirada la escuadra fue incendiada y sus fuerzas rodeadas en unas montañas cercanas a Valencia después de hacer estragos por la comarca más de un año. Mientras la cora perdía su estatus especial y el territorio fue ocupado por los omeyas exiliados.
Carlomagno emprendió mientras una serie de agresivas campañas militares destinadas a expandir sus fronteras. De este modo sometió a los lombardos acabando con su reino. En Alemania, sometió los sajones y llevó la guerra hasta Hungría, donde derrotó a los avaros afincados en Panonia, destruyendo su estado.

## El asedio
Con la ciudad de Saraqusta sublevada, el emir envió a Tha'laba ibn 'Ubaid al-Djudhami, que asedió la ciudad durante unos días. Sulayman al-Arabí, en una salida de caballería, capturó a al-Djudhami, derrotando a los sitiadores. 

## Consecuencias
Cuando creyó que los sajones estaban definitivamente sometidos, Carlomagno aceptó la oferta de Sulayman al-Arabí, valí de Madinat Barshiluna, y Abu Tawr, valí de Wasqa, que en la Dieta de Paderborn ofrecieron sus territorios a cambio de apoyo militar en una nueva revuelta contra Abd ar-Rahman I. 
Su objetivo último era restaurar el poder del califato abbasí en al-Ándalus, llevando al cautivo Tha'laba ibn 'Ubaid al-Djudhami.